# Stolojani
Stolojani – wieś w Rumunii, w okręgu Gorj, w gminie Bălești. W 2011 roku liczyła 430 mieszkańców.